# Wojna estońsko-bolszewicka
Wojna estońsko-bolszewicka, wojna o niepodległość Estonii (est. Vabadussõda) – wojna stoczona w latach 1918–1920 między Estonią i Rosyjską Federacyjną Socjalistyczną Republiką Radziecką.

## Tło
Jesienią 1917 odbyła się ostatnia faza wyborów do Maapäev (parlamentu Autonomicznej Guberni Estońskiej, utworzonego na mocy decyzji rosyjskiego rządu tymczasowego). Równocześnie na terytorium Estonii silna była od połowy 1917 r. partia bolszewicka. Utworzony przez nią Komitet Wojskowo-Rewolucyjny kierowany przez Iwana Rabczinskiego i Viktora Kingisseppa  23 października 1917 r. przeprowadził udany przewrót w Tallinnie, a w następnych dniach, na wieść o udanym przejęciu władzy w samej stolicy Rosji, także w kolejnych miastach. Rządy bolszewików w Estonii trwały do lutego 1918 r., gdy po zerwaniu rokowań pokojowych w Brześciu przez stronę radziecką armia niemiecka rozpoczęła ofensywę na zachodnie ziemie dawnego Imperium Rosyjskiego. 28 lutego oddziały marynarzy Floty Bałtyckiej i czerwonogwardzistów pod dowództwem Pawła Dybienki, bez walki zbiegły z Narwy; w tym momencie bolszewicy stracili kontrolę nad ostatnim ośrodkiem w Estonii.
Gdy oddziały bolszewickie odeszły z Tallinna, a wojska niemieckie jeszcze nie nadeszły, podziemny Maapäev proklamował 24 lutego 1918 niepodległość Estonii i sformował rząd tymczasowy. Już jednak 25 lutego do Tallinna wkroczyły wojska niemieckie, które do 28 lutego opanowały całe terytorium kraju, kładąc tym samym kres nadziejom na zbudowanie niepodległego państwa estońskiego.
Po kapitulacji Niemiec, w listopadzie 1918, estoński rząd tymczasowy wznowił swoją działalność, ale już kilka dni później na młodą republikę spadło uderzenie Armii Czerwonej.

## Działania wojenne
Pierwsze uderzenie rosyjskie na Narwę 22 listopada przyjęły wycofujące się na zachód wojska niemieckie, wspierane przez tworzone dopiero formacje wojsk estońskich. 29 listopada 1918 r. Armia Czerwona zdobyła Narwę, a bolszewicy utworzyli w tym mieście lokalne władze komunistyczne, nazywane Estońską Komuną Robotniczą (Eesti Töörahva Kommuun). Siły radzieckie podeszły na odległość 34 km od Tallinna. Ofensywa radziecka została powstrzymana dzięki wsparciu, jakiego udzielił Estończykom brytyjski korpus interwencyjny, osłaniany przez operujący na Morzu Bałtyckim zespół Royal Navy. W styczniu 1919 wojska estońskie pod wodzą Johana Laidonera przeszły do kontrofensywy, wypierając w lutym Armię Czerwoną z terytorium Estonii. Armia estońska liczyła wówczas dwie dywizji z ok. 13 tysiącami żołnierzy. Wojska estońskie były zaopatrywane w broń przez Wielką Brytanię i Finlandię, która przekazała 5000 karabinów i 20 dział; w ich składzie walczyli też ochotnicy z Finlandii (3500), Szwecji (178) i Danii (213). Brytyjczycy przekazali Estonii również dwa zdobyte niszczyciele radzieckie: „Wambola” i „Lennuk”.
Estończycy zajęli północną Łotwę, co spowodowało zatarg z niemieckimi władzami okupacyjnymi Łotwy, które zażądały niezwłocznego opuszczenia jej terytorium. 23 czerwca 1919 pod Cēsis wojska estońskie starły się z Landeswehrą Bałtycką, złożoną z oddziałów Niemców bałtyckich. Do dzisiaj rocznica tej bitwy jest świętowana w Estonii jako Dzień Zwycięstwa.
Estonia stała się w tym czasie centrum oporu antybolszewickiego w tym rejonie, tworzonego przy wsparciu brytyjskim, obejmującego białą armię gen. Judenicza i formowane tam oddziały łotewskie. 13 maja 1919 wojska estońskie, wspierane przez korpus białych, wykonały uderzenie na terytorium Rosji radzieckiej i przeprowadziły na ziemiach uwolnionych spod władzy bolszewików zaciąg ochotniczy do oddziałów białych. Na południu udało się opanować Psków. Bolszewicy wkrótce odzyskali utracone tereny.
28 września rozpoczęła się kolejna ofensywa wojsk estońskich, połączona z uderzeniem armii białych (pod dowództwem gen. Nikołaja Judenicza) osłanianej przez zespół floty brytyjskiej, w kierunku Piotrogrodu. Oddziały te podeszły na odległość około 15 km od miasta, jednak wobec groźby wywołania bolszewickiej rewolty na swoich tyłach zostały zmuszone do wycofania się. Udało się jednak rozbić tworzoną przez bolszewików Czerwoną Armię Estońską i doprowadzono do zlikwidowania Estońskiej Komuny Robotniczej.
3 stycznia 1920 podpisano zawieszenie broni.

## Pokój
2 lutego 1920 Republika Estońska i Rosyjska Federacyjna Socjalistyczna Republika Radziecka podpisały traktat w Tartu, uznający de iure niepodległość Estonii.

## Galeria

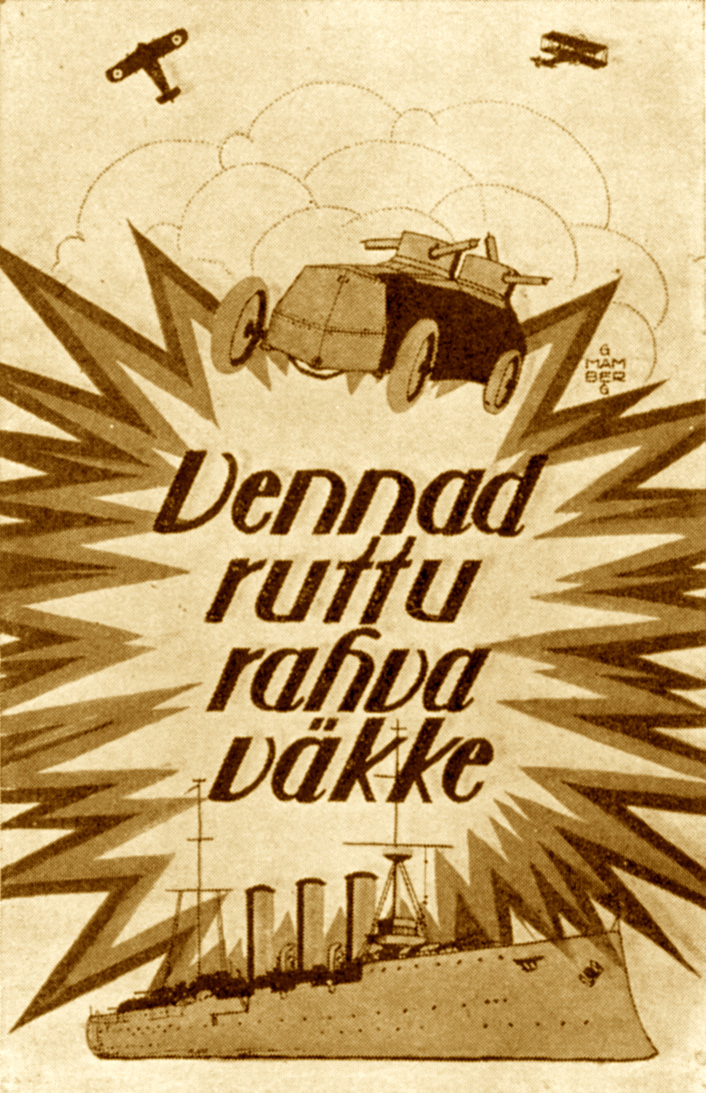
Estoński plakat rekrutacyjny (1918)
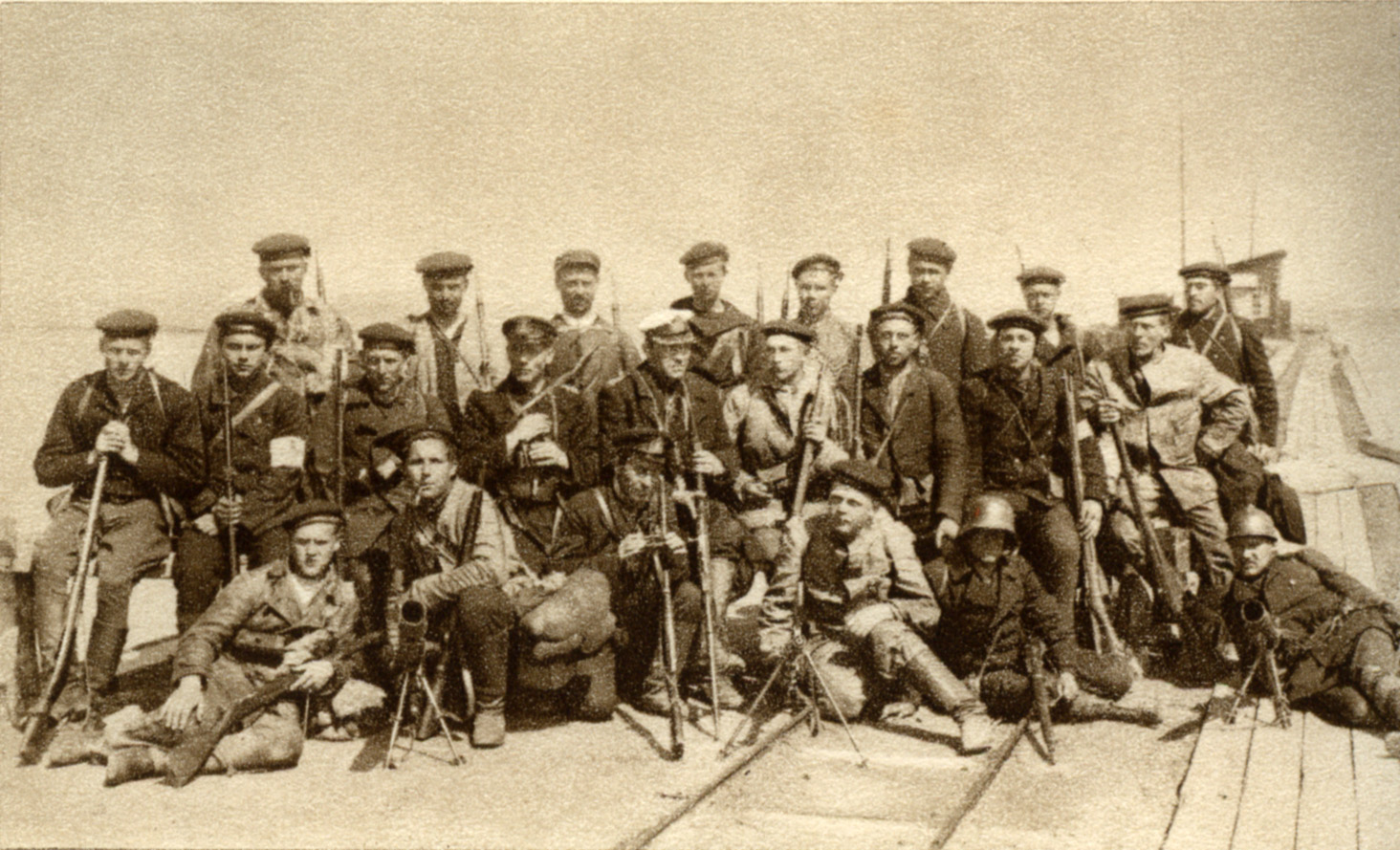
Estońska piechota morska z niszczyciela „Vambola” (1919)
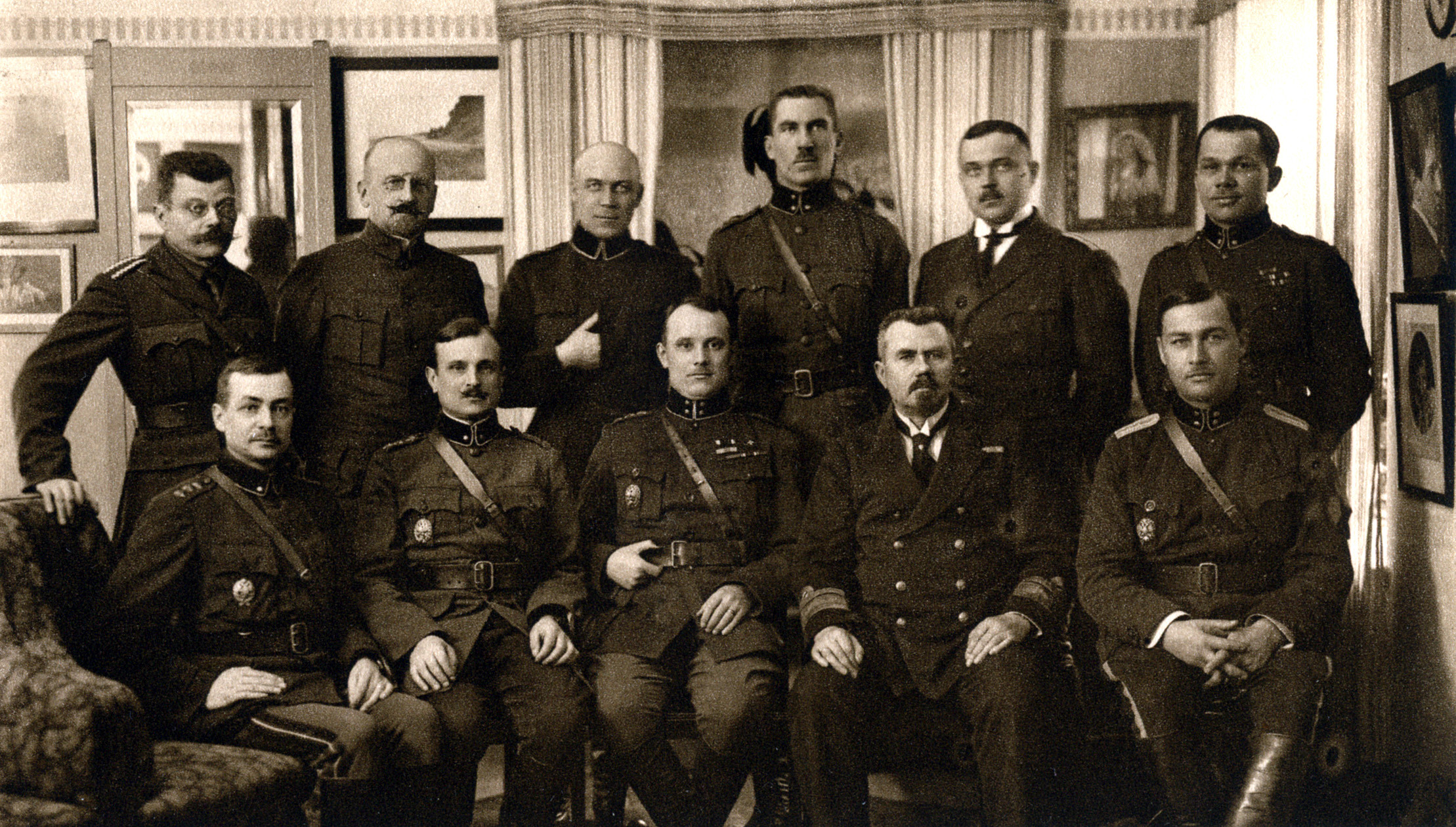
Estoński sztab (1920)
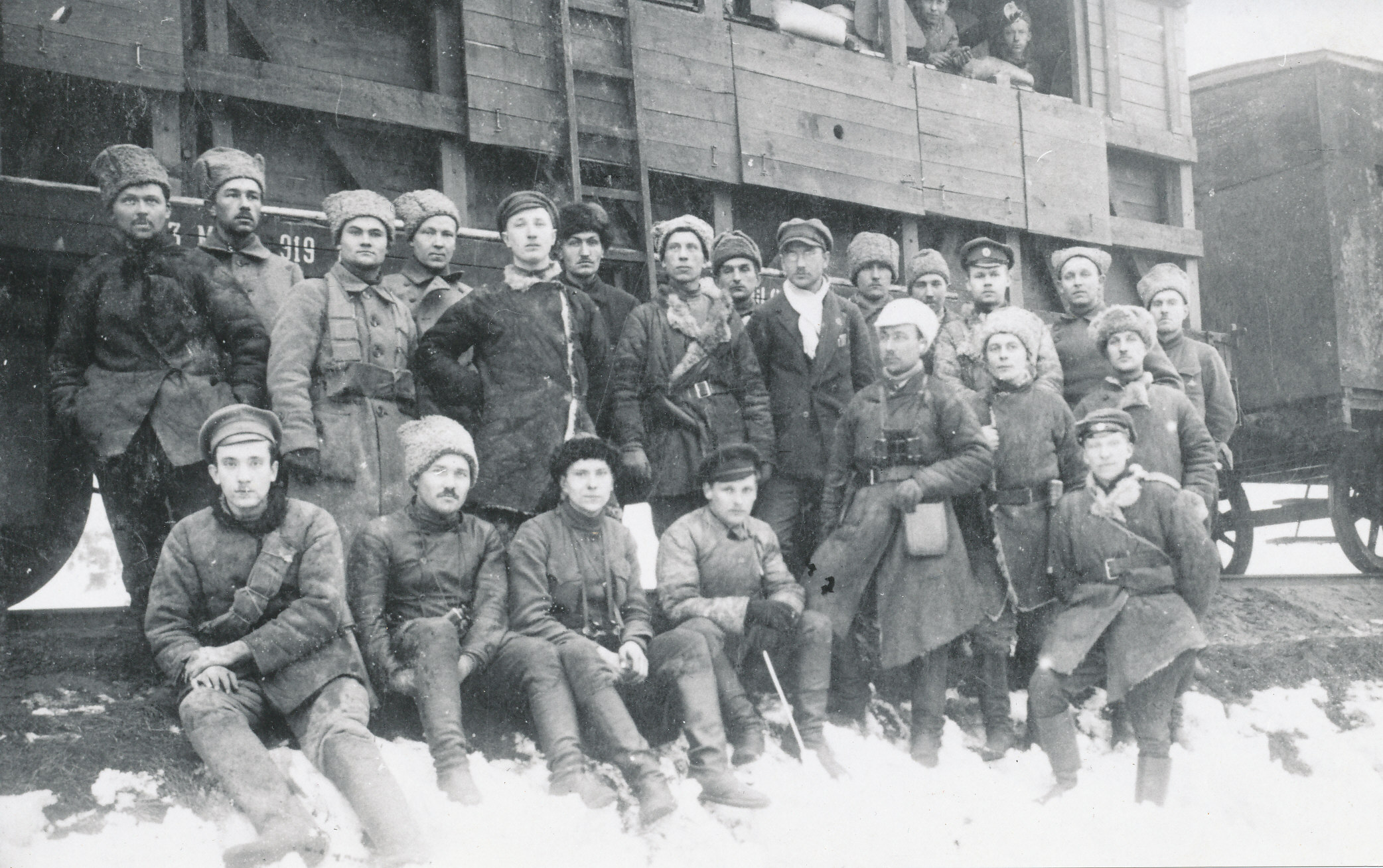
Oficerowie estońskiego pociągu pancernego
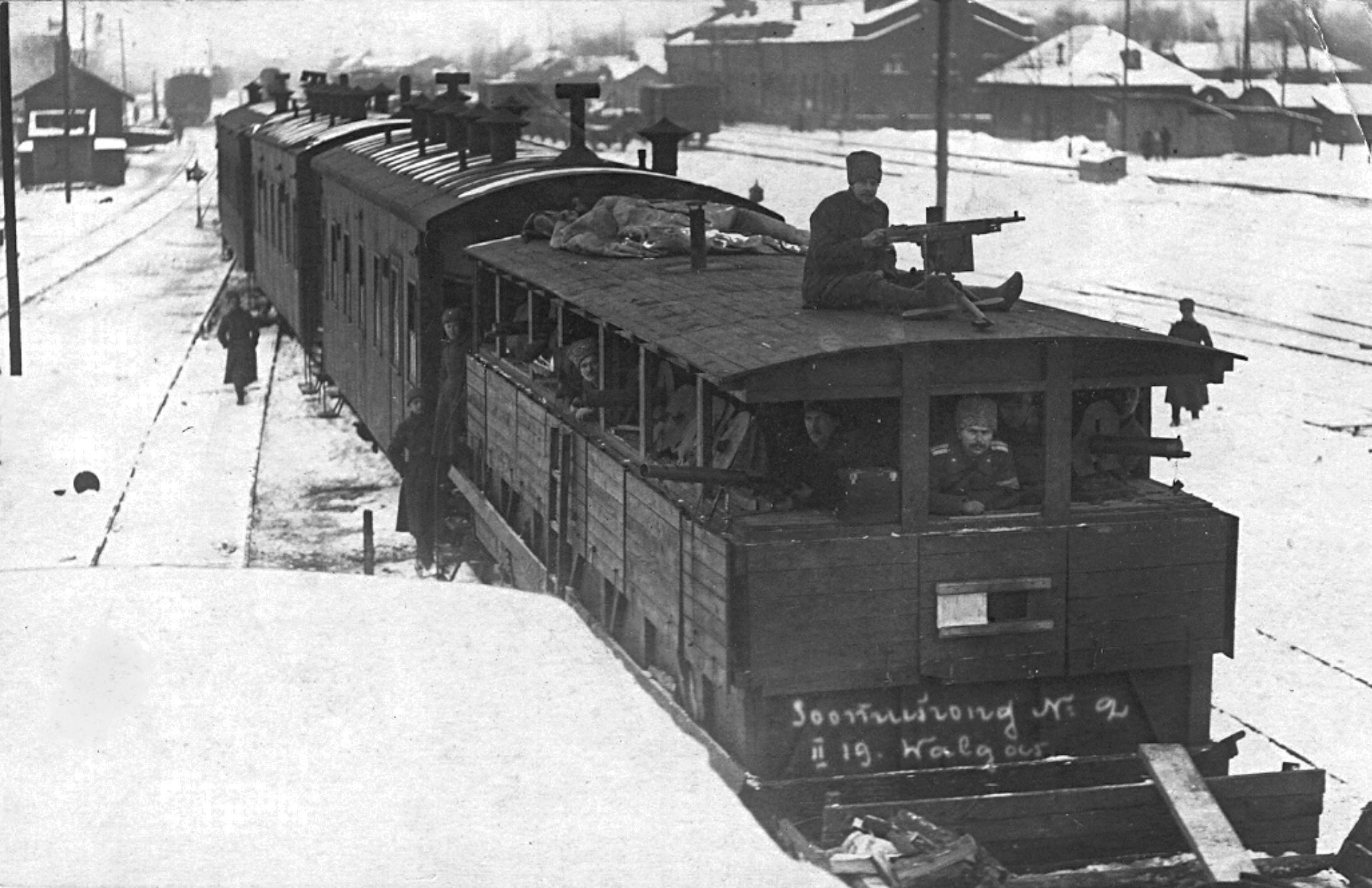
Estoński pociąg pancerny w okolicach Valgi
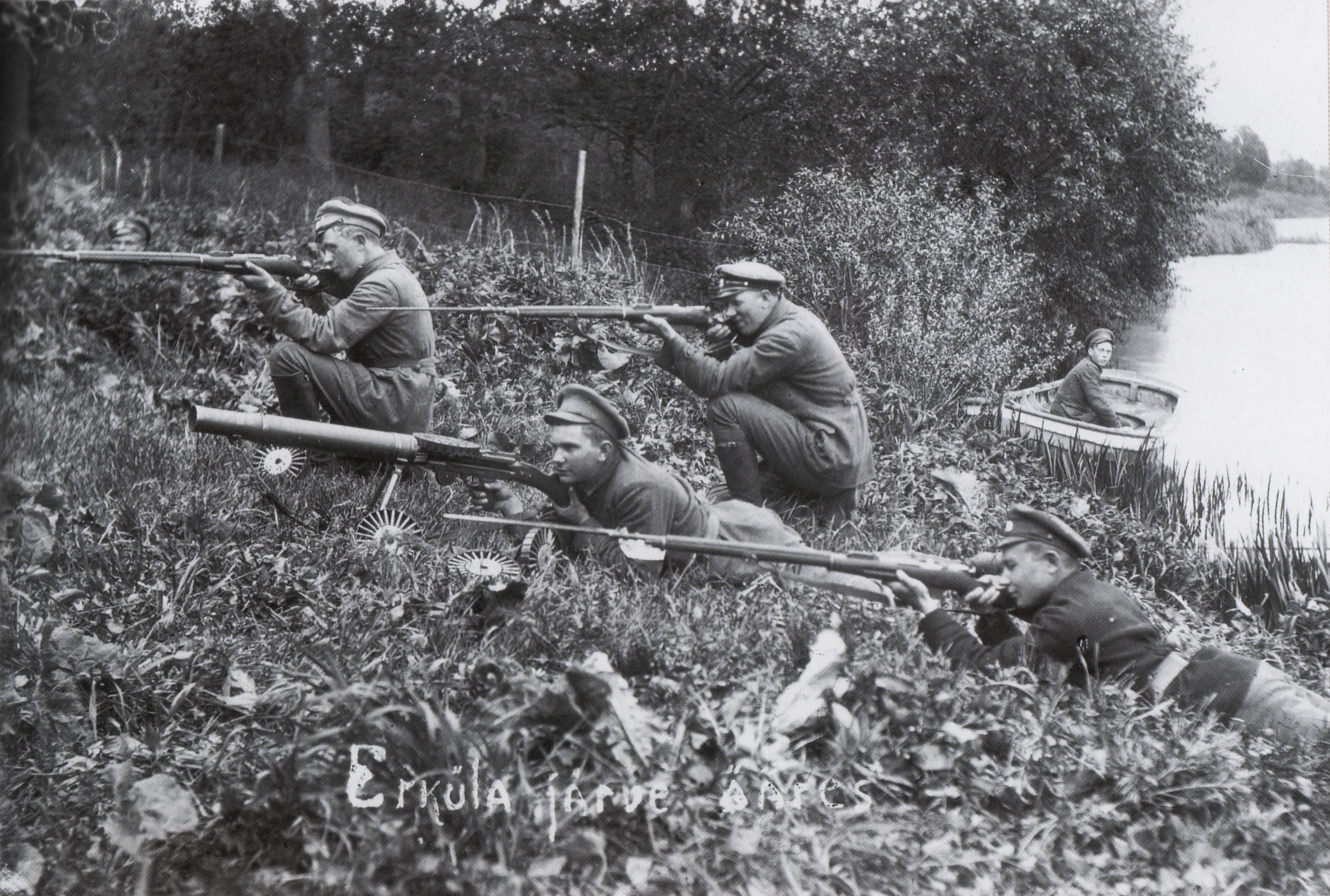
Estońscy żołnierze w okolicy Ārciems
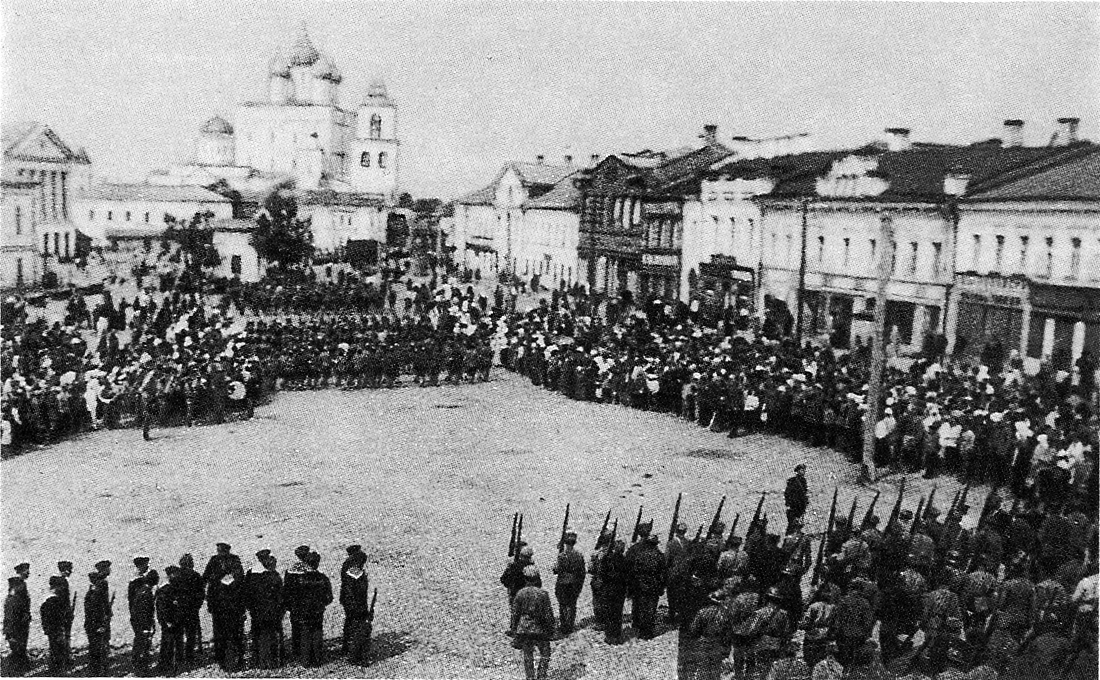
Defilada armii estońskiej w Pskowie
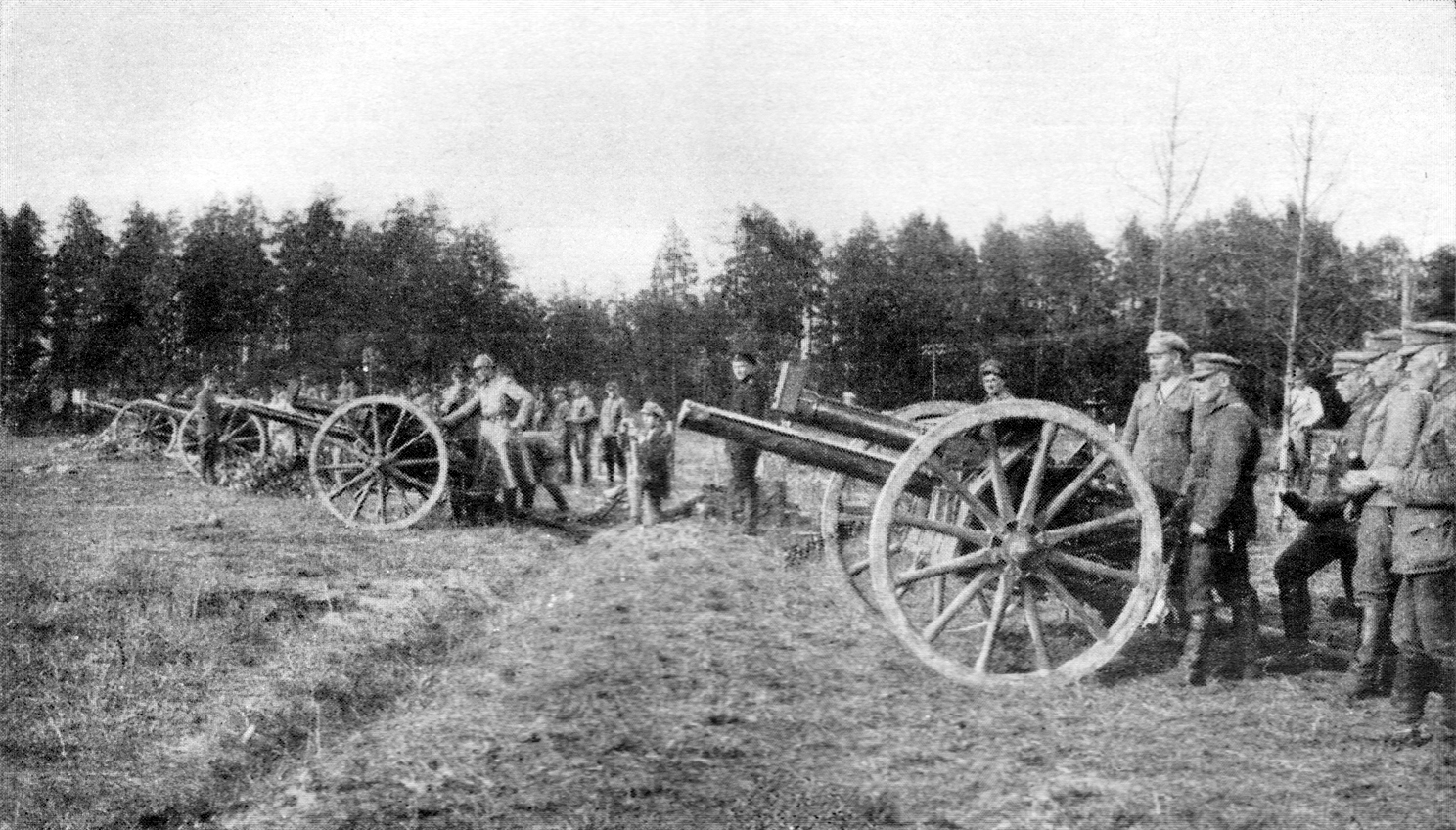
Estońska artyleria w walce z Bałtycką Landeswehrą
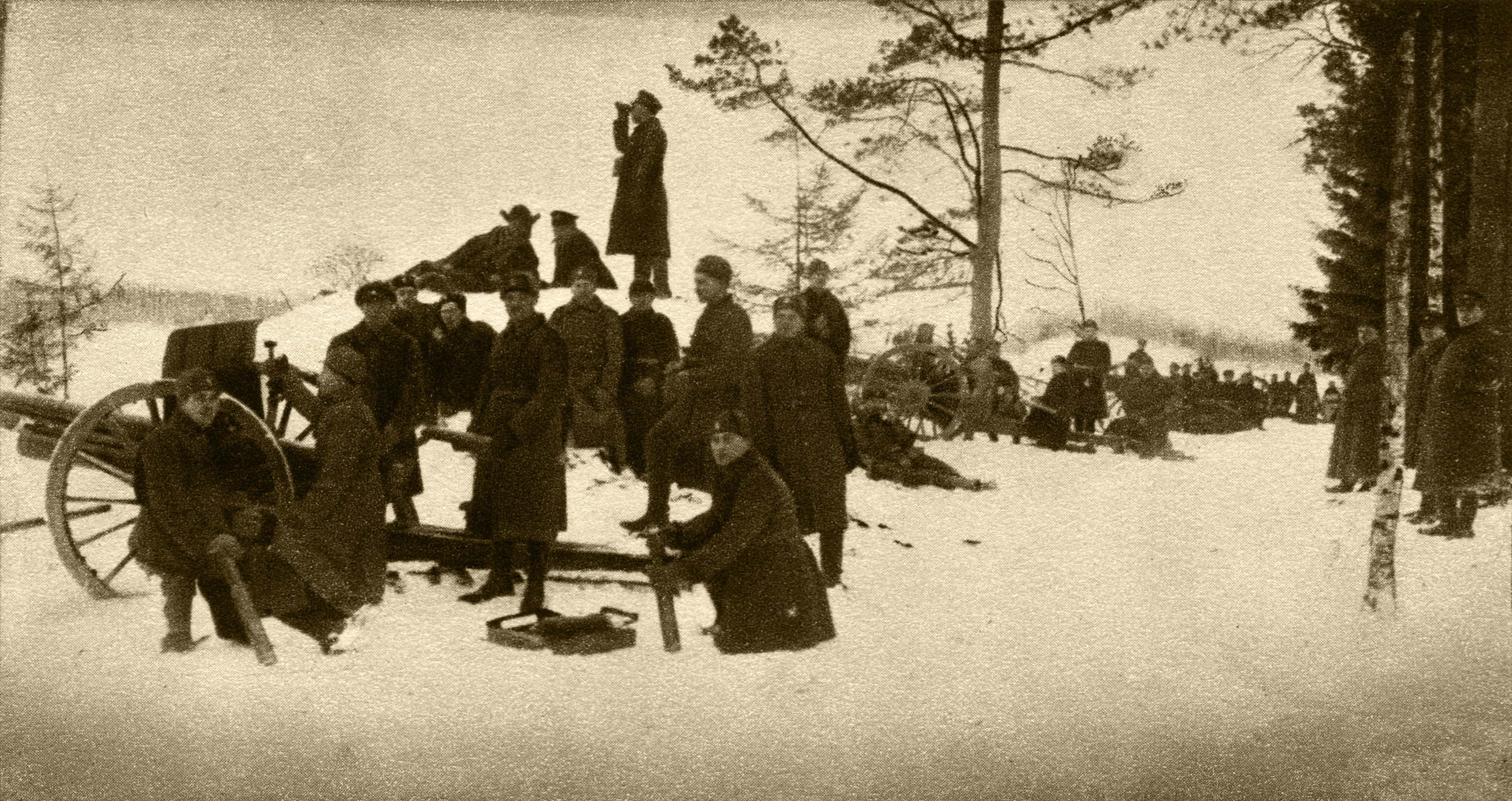
Estońska bateria artylerii polowej
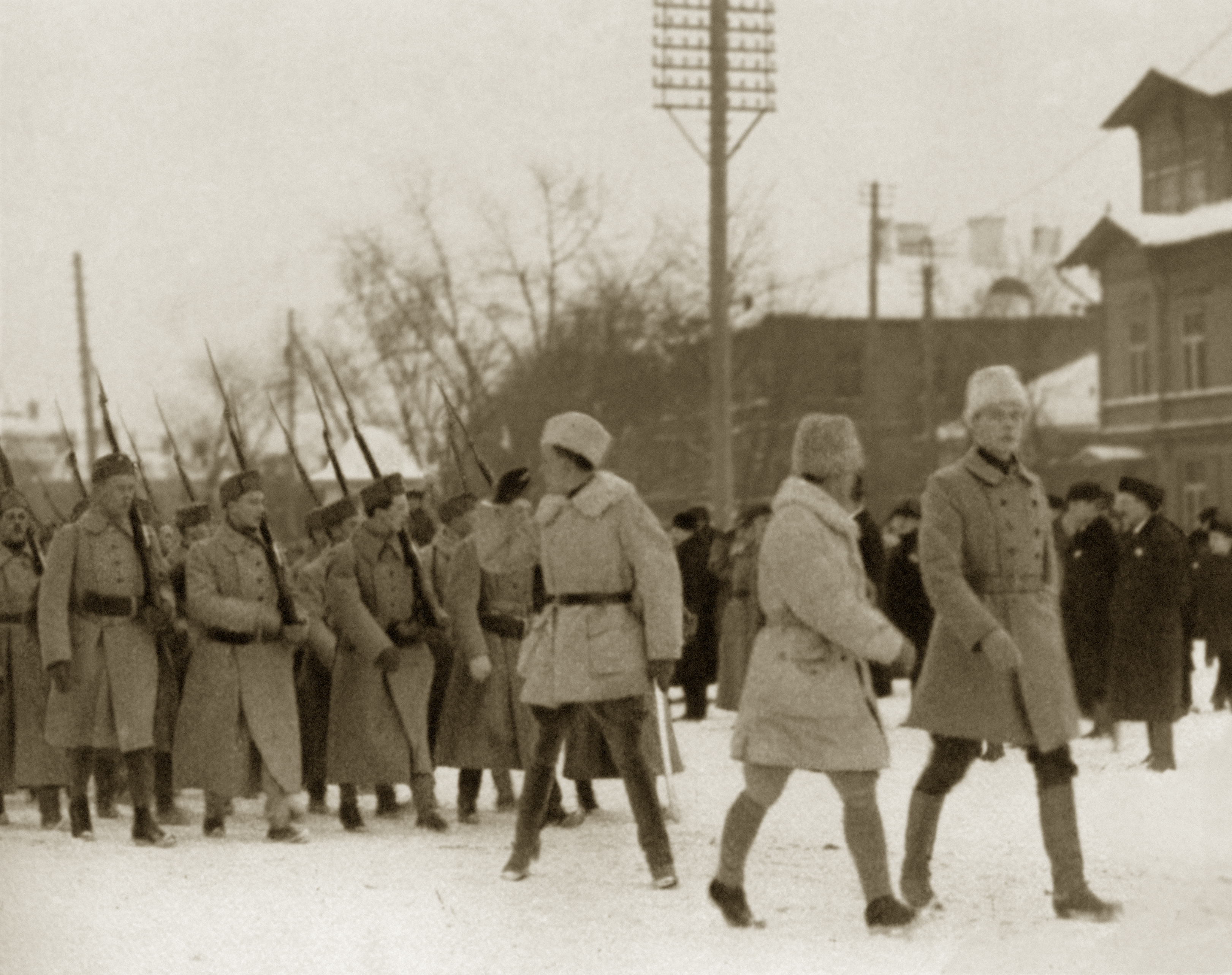
Fińscy ochotnicy w Tallinnie (1918)